# Masahiko Yamada

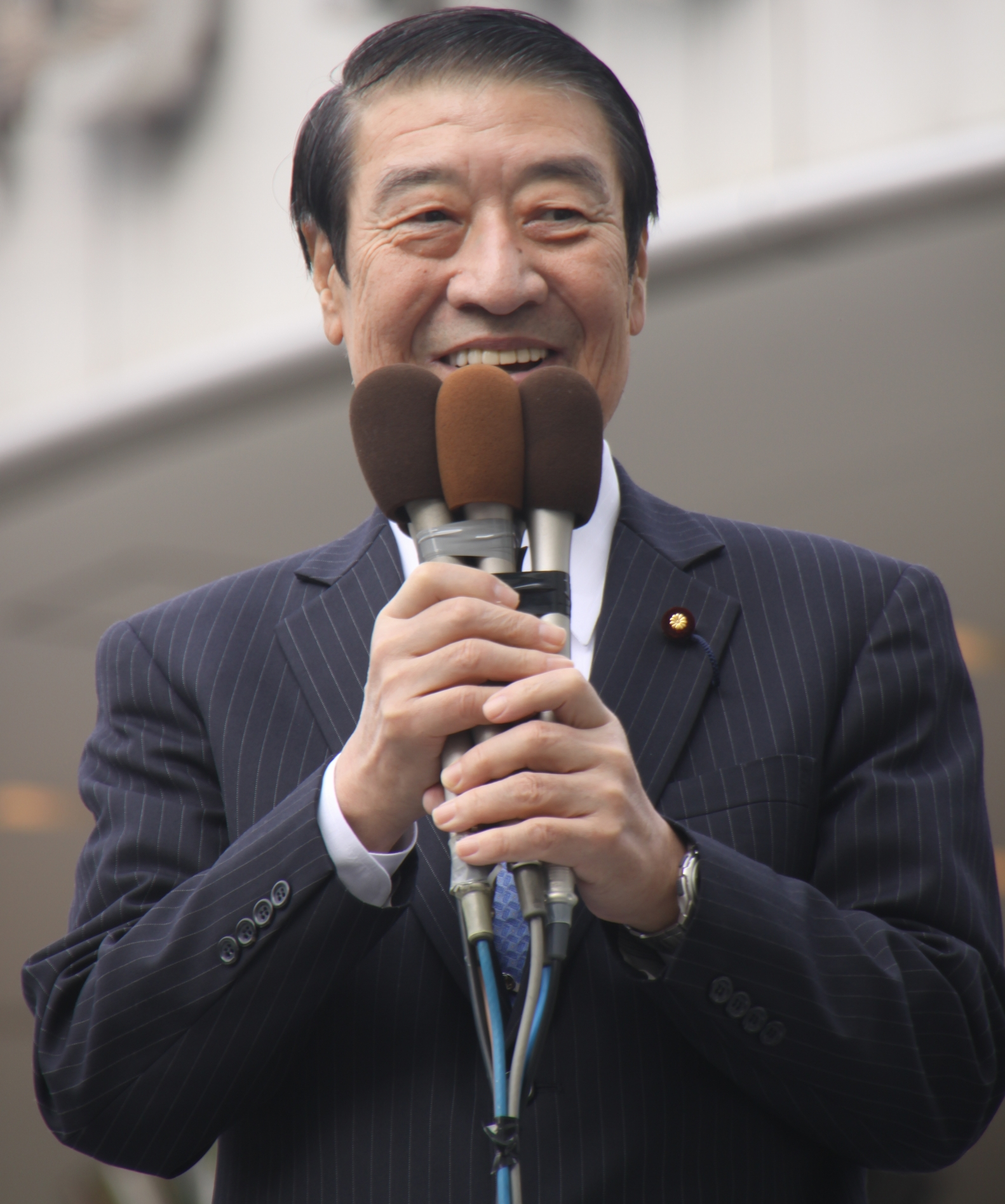
Masahiko Yamada

Masahiko Yamada (jap. 山田 正彦, Yamada Masahiko; * 8. April 1942 in Fukue (heute: Gotō), Präfektur Nagasaki) ist ein japanischer Politiker. Zwischen 1993 und 2012 war er mit Unterbrechung für insgesamt fünf Wahlperioden Abgeordneter im Shūgiin, dem Unterhaus des nationalen Parlaments, aus Nagasaki.

## Leben
Yamada, Absolvent der Waseda-Universität, legte 1969 seine Anwaltsprüfung (shihō shiken) ab, richtete aber anschließend einen Viehzuchtbetrieb in seiner Heimat ein. Nachdem geschäftlichen Schwierigkeiten im Zuge der Ölkrise, richtete er ein Anwaltsbüro in Nagasaki ein, wandte sich dann aber mit der Eröffnung von Fleischhandelsgeschäften und -restaurants wieder der Viehwirtschaft zu.
Erstmals 1979 kandidierte Yamada für die Liberaldemokratische Partei (LDP) im SNTV-Fünfmandatswahlkreis Nagasaki 1 für das Shūgiin, landete mit rund 32 Tausend Stimmen nur auf Platz acht. Zwei weitere Kandidaturen als Unabhängiger, nun im 2. Wahlkreis Nagasaki (vier Mandate), bei den Wahlen 1986 und 1990 scheiterten ebenfalls. 1993 trat Yamada als Kandidat der Erneuerungspartei erneut an, erzielte den höchsten Stimmenanteil im 2. Wahlkreis und wurde Abgeordneter. Ab 1994 gehörte er der Neuen Fortschrittspartei an, für die er 1996 im neuen Einzelwahlkreis Nagasaki 3 kandidierte, aber Kazuo Torashima (LDP) unterlag. 2000 trat er, nun für die Liberale Partei Ichirō Ozawas, an. Er verlor den Wahlkreis noch deutlicher an Torashima, wurde aber über den Verhältniswahlblock Kyūshū wiedergewählt.
Ab 2003 gehörte Yamada der Demokratischen Partei (DP) an, für die er drei Mal als Abgeordneter bestätigt wurde, zuletzt 2009 auch wieder knapp über seinen Wahlkreis. Im Shūgiin war Yamada unter anderem Mitglied des Landwirtschaftsausschusses. In der Partei gehörte unter den Vorsitzenden Seiji Mahara und Ichirō Ozawa 2005, 2006 und 2007 dem „nächsten Kabinett“, dem Schattenkabinett der Demokratischen Partei an. Nach dem Wahlsieg 2009 wurde Yamada Staatssekretär („Vizeminister“) im Ministerium für Landwirtschaft, Forsten und Fischerei unter Hirotaka Akamatsu im Kabinett Hatoyama, 2010 dann Akamatsus Nachfolger als Minister im Kabinett Kan. Im September 2010 wurde er durch Michihiko Kano ersetzt. Von 2010 bis 2011 war er Vorsitzender des Shūgiin-Landwirtschaftsausschusses, von 2011 bis 2012 des Ethiksonderausschusses.
Im November 2012 verließ Yamada die DP und gründete gemeinsam mit Shizuka Kamei die Han-TPP („Anti-TPP“), die nach wenigen Tagen mit der Genzei Nippon zur Datsu-Gempatsu („Atomausstieg“) fusionierte, dann in der Nippon Mirai no Tō Ozawas aufging. Für diese verlor er bei der Shūgiin-Wahl 2012 den Wahlkreis Nagasaki 3 an Yaichi Tanigawa (LDP) und erreichte mit seinem Wahlkreisergebnis (sekihairitsu 75,1 %) zwar den zweiten Platz auf der Verhältniswahlliste, die Partei gewann in Kyūshū aber nur einen Verhältniswahlsitz.